# دوري أمم الكونكاكاف 2019–20
إن دوري دوري أمم الكونكاكاف 2019–20 هو الموسم الافتتاحي لبطولة دوري أمم الكونكاكاف، وهي مسابقة دولية لكرة القدم تضم المنتخبات الوطنية للرجال في الاتحادات الأعضاء الـ 41 في الكونكاكاف. كما شاركت بطولة تصفيات دوري الأمم كجزء من عملية التأهل لكأس الكونكاكاف الذهبية لعام 2019، والتي تم توسيعها من 12 إلى 16 فريقًا. وستكون مرحلة المجموعات من البطولة أيضًا مؤهلة لنهائيات كأس الكونكاكاف الذهبية 2021. كان من المقرر أصلاً أن تُقام البطولة النهائية، التي ستقرر الأبطال الافتتاحيين، في يونيو 2020. وفي 3 أبريل 2020، تم تأجيل البطولة النهائية بسبب جائحة كوفيد-19

## الشكل
تم التحقيق في مقترحات التنسيق لأول مرة رسميًا في المؤتمر العادي الثاني والثلاثين للكونكاكاف في أورانجيستاد ، أروبا في 8 أبريل 2017. تم تأكيد البطولة رسميًا من قبل الكونكاكاف في نوفمبر 2017. تم الإعلان عن شكل وجدول بطولات الأمم في 7 مارس 2018 ،  الساعة 10:00 بتوقيت شرق الولايات المتحدة (UTC-5) ، في The Temple House في ميامي بيتش ، فلوريدا ، الولايات المتحدة.
بدأ دوري الأمم بمرحلة التأهل لمرة واحدة ، والتي لعبت عبر أربعة أيام من المباريات من سبتمبر 2018 إلى مارس 2019. حددت النتائج تكوين الدوريات لمرحلة المجموعات من البطولة. بصرف النظر عن الفرق الستة التي شاركت في تصفيات كأس العالم 2018 سداسية ، دخلت الفرق الـ 34 الأخرى (لم تتمكن جواتيمالا من الدخول بسبب تعليق الفيفا) في التصفيات. لعب كل فريق أربع مباريات ، اثنتان على ملعبه واثنتين على بعد ، مع تجميع النتائج في جدول تجميعي. بناءً على الترتيب ، تم تقسيم الفرق إلى طبقات لمرحلة المجموعة من النسخة الافتتاحية من دوري دوري أمم الكونكاكاف. علاوة على ذلك ، تأهلت الفرق العشرة الأولى في مرحلة التأهل لكأس الكونكاكاف الذهبية لعام 2019 ، حيث انضمت إلى 6 مشاركين سداسية.
ستقام مرحلة المجموعات من دوري الأمم ، التي تتكون من ثلاث بطولات دوري ، في النوافذ الرسمية لمباريات الفيفا في سبتمبر وأكتوبر ونوفمبر 2019. سيتم تعيين جميع الفرق المؤهلة عن طريق الأداء الرياضي في الدوريات أ ، ب ، ج. سيتم تقسيم كل دوري فرعيًا إلى أربع مجموعات ، تتميز بالترقية والهبوط ، حيث ستتنافس الفرق في شكل ذهاب وإياب على مدار مرحلة المجموعات.
تحتوي الدوري أ على 12 فريقًا ، مقسمة إلى أربع مجموعات من ثلاثة فرق. انضمت الفرق الستة الأولى من التصفيات إلى المشاركين الستة سداسية. وسيتأهل الفائزون من المجموعات الأربع إلى البطولة النهائية لدوري الأمم ، التي ستلعب في يونيو 2020 (المقرر أصلاً في مارس 2020) ، والتي ستحدد بطل المسابقة الجديدة. الفرق الأربعة التي تنتهي أخيرًا في مجموعتها ستنزل إلى الدوري ب للنسخة القادمة من البطولة.
يتكون الدوري ب من 16 فريقًا ، مقسمة إلى أربع مجموعات من أربعة فرق. وسيتألف الدوري من فرق انتهت من 7 إلى 22 في التصفيات. سيتم ترقية الفائزين الأربعة في المجموعة إلى الدوري «أ» ، بينما سيتم تخفيض الفرق الأربعة التي انتهت في مجموعتها إلى المجموعة «ج» في النسخة القادمة.